# Neirigue (Fluss)
Die Neirigue ist ein rund 21 km langer rechter Nebenfluss der Glâne im Kanton Freiburg der Schweiz. Sie entwässert einen Abschnitt des südwestlichen Freiburger Mittellandes und gehört zum Einzugsbereich des Rheins.

## Name
Der Flussname Neirigue setzt sich aus den Wortbestandteilen neire (Patois für französisch noir) und -(a)igue (frankoprovenzalisch für eau) zusammen und bedeutet somit auf Deutsch «schwarzes Wasser». Diese Namengebung könnte damit zusammenhängen, dass einige Quellen des Flusses in Moorgebieten liegen.

## Geographie

### Verlauf
Das Quellgebiet der Neirigue befindet sich auf rund 900 m ü. M. im voralpinen Molassehügelland zwischen den Orten Romont (FR) und Châtel-Saint-Denis auf dem Gemeindegebiet von La Verrerie. Als kleines Rinnsal fliesst der Bach nach Nordosten über die Hochfläche, die vom eiszeitlichen Rhonegletscher überprägt wurde. Bei Sâles mündet von rechts der von Gurles kommende Ruisseau des Roubaltes in die Neirigue ein, die danach einen Bogen nach Westen macht und unterhalb von Rueyres-Treyfayes von links den Ruisseau des Grands Marais aufnimmt.
Nun wendet sich die Neirigue nach Norden und fliesst in einer breiten Talsenke mit konstantem Gefälle von ungefähr 1,5 % zwischen dem Höhenrücken von Berlens im Westen und dem Hügelzug des Gibloux im Osten hindurch. Beim gleichnamigen Dorf La Neirigue mündet von Osten her der Mausson. Unterhalb dieses Dorfes fliesst die Neirigue wieder nach Nordosten durch ein schmales Tal, das sich bei Massonnens öffnet. Jetzt bewegt sich der Fluss in einer bis zu 500 m breiten Talaue und wird von einem Waldgürtel begleitet. Auf 639 m ü. M. mündet die Neirigue bei Autigny in die Glâne.

### Einzugsgebiet
Das 55,85 km² grosse Einzugsgebiet der Neirigue wird durch sie über die Glâne, die Saane, die Aare und den Rhein zur Nordsee entwässert.
Es besteht zu 17,5 % aus bestockter Fläche, zu 75,4 % aus Landwirtschaftsfläche, zu 6,8 % aus Siedlungsfläche und zu 0,4 % aus unproduktiven Flächen.
Die Flächenverteilung
Die Mittlere Höhe des Einzugsgebietes beträgt 834,5 m ü. M.

### Zuflüsse
- Ruisseau des Roubaltes (rechts), 3,8 km, 5,4 km², 140 l/s
- Ruisseau des Renaudes (rechts), 1,0 km
- Ruisseau des Contours (rechts), 1,3 km
- Ruisseau des Eterpys (links), 0,9 km
- Ruisseau des Coula (rechts), 1,7 km, 0,98 km²
- Ruisseau des Grands Marais (links), 4,9 km, 4,91 km², 130 l/s
- Ruisseau des Nillettes (links), 5,2 km, 7,04 km², 180 l/s
- Ruisseau du Mausson (rechts), 6,4 km, 8,22 km², 210 l/s
- Ruisseau de la Faye (links), 0,6 km, 0,51 km²
- Ruisseau de Massonnens (rechts), 3,5 km, 3,59 km², 90 l/s
- Ruisseau du Siau (rechts), 1,6 km, 1,52 km²
- Ruisseau des Onces (Ruisseau du Village) (rechts), 1,6 km, 1,38 km²

## Charakter
Der Bachlauf der Neirigue ist auf weite Strecken in natürlichem oder naturnahem Zustand erhalten. In den landwirtschaftlich intensiv genutzten Gebieten wurde das Gewässer abschnittsweise begradigt und die Böschungen befestigt.

## Hydrologie
An der Mündung der Neirigue in die Glâne beträgt ihre modellierte mittlere Abflussmenge (MQ) 1350 l/s, und ihr Abflussregimetyp ist pluvial jurassien.
Der  modellierte monatliche mittlere Abfluss (MQ) der Neirigue in l/s

## Mühlen
Die Wasserkraft der Neirigue wurde früher an verschiedenen Orten für den Betrieb von Mühlen und Sägereien genutzt.